# Carotina Super Bip
Carotina Super Bip (2013) – włoski serial animowany wyprodukowany przez wytwórnię Lisciani Group.
Premiera serialu odbyła się we Włoszech 30 września 2013 na włoskim kanale Nick Jr. W Polsce serial zadebiutował 5 października 2015 na antenie Nickelodeon w bloku Nick Jr.

## Opis fabuły
Serial opisuje perypetie marchewkowej superbohaterki Carotiny oraz jej przyjaciół – pomidora Pomisia, cebulki Bulcii C., bakłażana Van Żana,  arbuza Buźka, papryki Papriko, i papryki Chili Karczoszeka, którzy mieszkają razem w kolorowym ogrodzie i przeżywają niesamowite przygody.

## Wersja polska
Produkcja polskiej wersji językowej: na zlecenie Nickelodeon Polska – Start International Polska

Reżyseria polskiej wersji językowej: Marek Klimczuk

Dialogi i teksty piosenek: Katarzyna Wojsz

W wersji polskiej udział wzięli:
- Agnieszka Fajlhauer – Carotina
- Joanna Węgrzynowska – Pomiś
- Krzysztof Cybiński – Van Żan
- Paweł Szczesny – Buzik
- Ryszard Olesiński – Papriko
- Katarzyna Owczarz – Bulcia C.
- Grzegorz Kwiecień – Karczoszek

Wykonanie piosenki czołówkowej: Magdalena Krylik

Nadzór merytoryczny nad polską wersją językową: Katarzyna Dryńska

Realizacja dźwięku polskiej wersji językowej: Jerzy Wierciński

Kierownictwo produkcji dźwięku polskiej wersji językowej: Anna Kuszewska
Lektor tytułu: Grzegorz Kwiecień (tytuł w odc. 1-26, tyłówka w odc. 6)

## Spis odcinków
| Premiera odcinka | N/o | Polski tytuł                 | Włoski tytuł                      |
| ---------------- | --- | ---------------------------- | --------------------------------- |
|                  |     |                              |                                   |
| SERIA PIERWSZA   |     |                              |                                   |
|                  |     |                              |                                   |
| 05.10.2015       | 01  | Bałwanek                     | Pupazzo Di Neve                   |
|                  |     |                              |                                   |
| 05.10.2015       | 02  | Carotina i wściekłe pszczoły | Api Furiouse                      |
|                  |     |                              |                                   |
| 06.10.2015       | 03  | Tort czekoladowy             | La Torta Al Cioccolato            |
|                  |     |                              |                                   |
| 06.10.2015       | 04  | Straszna wichura             | Bufera Nell'Orto                  |
|                  |     |                              |                                   |
| 07.10.2015       | 05  | Gigantyczny grzyb            | Il Fungo Gigante                  |
|                  |     |                              |                                   |
| 07.10.2015       | 06  | Kolory tęczy                 | Un Arcobaleno Per Super Bip City  |
|                  |     |                              |                                   |
| 08.10.2015       | 07  | Kawałek księżyca dla Pomisia | Un Pezzo Di Luna Per Pommy        |
|                  |     |                              |                                   |
| 08.10.2015       | 08  | Dzień nad wodą               | Una Scampagnata Avventurosa       |
|                  |     |                              |                                   |
| 09.10.2015       | 09  | Lot helikopterem             | Un Giro In Elicottero             |
|                  |     |                              |                                   |
| 09.10.2015       | 10  | Lemoniada                    | La Granita Al Limone              |
|                  |     |                              |                                   |
| 12.10.2015       | 11  | Tajemnica zaginionego klucza | Il Mistero Delle Chiavi Scomparse |
|                  |     |                              |                                   |
| 12.10.2015       | 12  | Złoty medal                  | Una Medaglia D'Oro                |
|                  |     |                              |                                   |
| 13.10.2015       | 13  | Młodziutkie drzewko          | Un Albero Giovane Giovane         |
|                  |     |                              |                                   |
| 13.10.2015       | 14  | Skarb Van Żana               | Il Tesoro Di Zan                  |
|                  |     |                              |                                   |
| 14.10.2015       | 15  | Swędzący pył                 | La Polvere Pizzocorina            |
|                  |     |                              |                                   |
| 14.10.2015       | 16  | Fruwający Pomiś              | Vola Vola Pommy                   |
|                  |     |                              |                                   |
| 15.10.2015       | 17  | Tort przyjaźni               | Torta Dell'Amicizia               |
|                  |     |                              |                                   |
| 15.10.2015       | 18  | Wesołych świąt               | Buon Natale A Tutti               |
|                  |     |                              |                                   |
| 16.10.2015       | 19  | Zawody latawców              | La Gara Degli Aquiloni            |
|                  |     |                              |                                   |
| 16.10.2015       | 20  | Nowy samochód Van Żana       | L'Auto Nuova Di Zan               |
|                  |     |                              |                                   |
| 19.10.2015       | 21  | Rower dla Pomisia            | Una Bicicletta Per Pommy          |
|                  |     |                              |                                   |
| 19.10.2015       | 22  | Gdzie są orzeszki Bulci C?   | Le Nocciole Di Olly Cip           |
|                  |     |                              |                                   |
| 20.10.2015       | 23  | Wielki wyścig                | La Grande Corsa                   |
|                  |     |                              |                                   |
| 20.10.2015       | 24  | Kto ukradł obrazy Van Żana?  | Chi Ha Rubato I Quadri Di Zan     |
|                  |     |                              |                                   |
| 21.10.2015       | 25  | Inwazja cykad                | L’Invasion Delle Cicale           |
|                  |     |                              |                                   |
| 21.10.2015       | 26  | Spłoszony koń                | Cavallo Imbizzarrito              |
|                  |     |                              |                                   |